# حوزه انتخابیه دوم ایلینوی

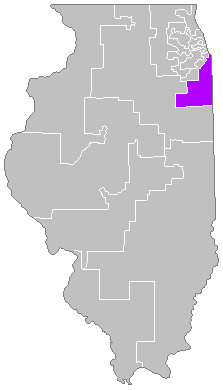
حوزه انتخابات ایالتی

حوزه انتخابیه دوم ایلی‌نوی یک حوزه انتخابیه مجلس نمایندگان آمریکا است که در ایالت ایلی‌نوی قرار دارد.